# Xhafer Deva

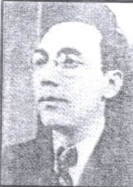
Xhafer Deva

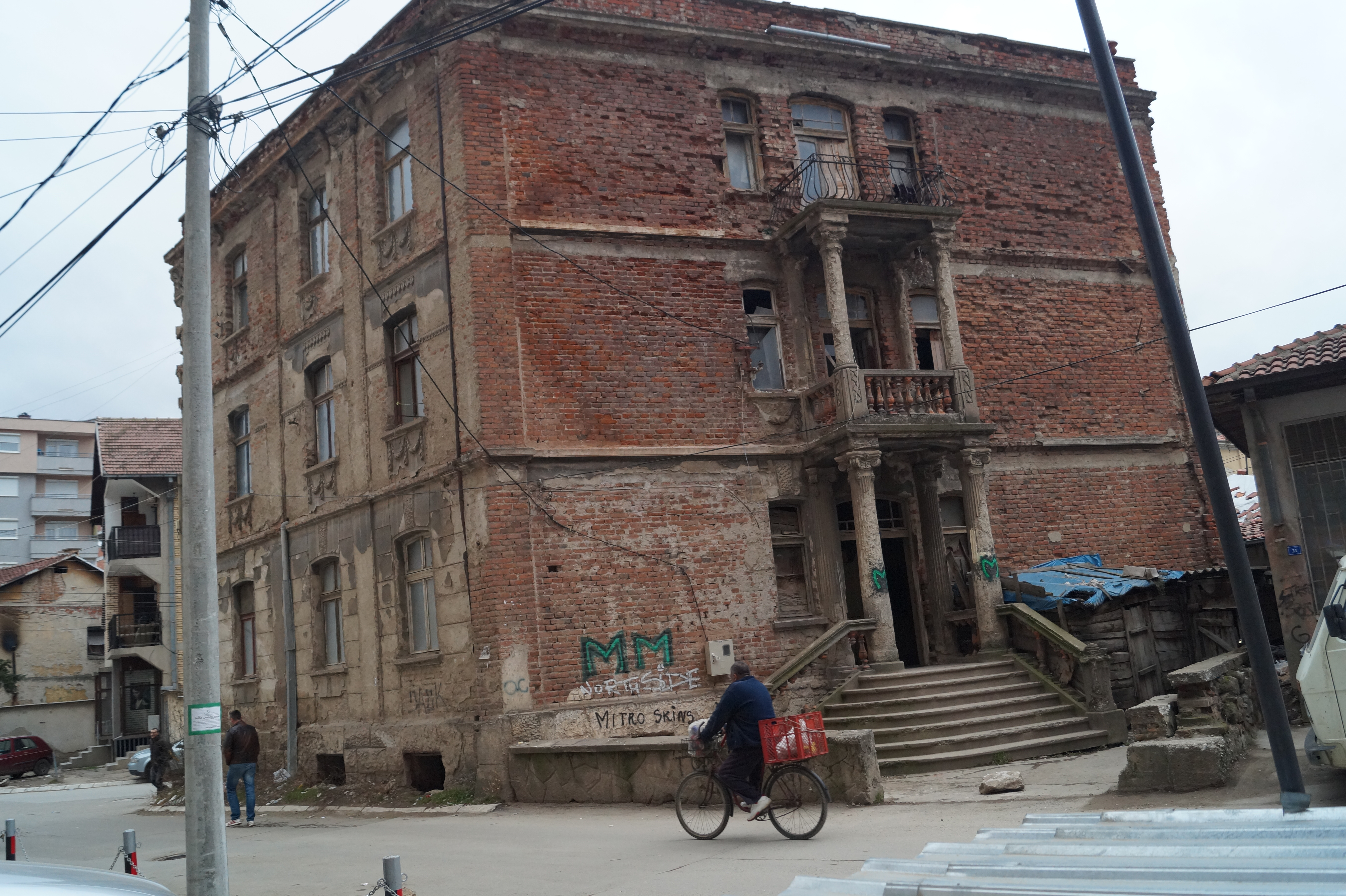
Haus des Xhafer Deva in Mitrovica

Xhafer Ibrahim Deva (* 21. Februar 1904 in Mitrovica, Vilâyet Kosovo, Osmanisches Reich; † 25. Mai 1978 in San Francisco, Vereinigte Staaten) war ein führender albanischer Politiker des Faschismus, Mitglied der Balli Kombëtar und Innenminister des seit Ende 1943 deutsch besetzten Großalbanien. 

## Leben
Deva war der siebte Sohn des Holzhändlers Ibrahim Deva aus Gjakova. Er besuchte eine deutschsprachige Schule in Thessaloniki. Nach den Balkankriegen begann er ein Handelsstudium in Istanbul, welches er 1922 abschloss.
Am 19. September 1943 proklamierte er die Zweite Liga von Prizren, die eng mit dem Deutschen Reich kooperierte. Der Name leitet sich von der Liga von Prizren ab, mit welcher nationalistische Albaner sich 1878 vom Osmanischen Reich befreien wollten. Ihre Politik war antijugoslawisch ausgerichtet und zielte auf die Herstellung eines ethnisch reinen Großalbaniens.
Der Vorsitzende der Liga unterbreitete den Deutschen im März 1944 den Vorschlag, 120.000 bis 150.000 Freiwillige für den Kampf gegen jugoslawische Partisanen aufzustellen. Nach langen Vorbereitungen wurde im April 1944 die 21. SS-Freiwilligen-Gebirgsdivision Skanderbeg formiert, eine aus kosovo-albanischen Freiwilligen bestehende Einheit. Ihre Stärke betrug jedoch nur 7.000 Mann. Sie wurde bereits im Oktober 1944 wieder aufgelöst.
Am Ende des Krieges versuchte Deva mit Unterstützung des SS-Offiziers Josef Fitzthum einen antikommunistischen Staat im Kosovo zu errichten, was jedoch misslang. Er floh danach im Dezember 1944 über den Unabhängigen Staat Kroatien in sein erstes Exil nach Wien, später dann nach Westösterreich, wo er mit anderen albanischen Exilanten bis Anfang 1947 verblieb. In der Folge zog er über Italien nach Damaskus, welches er 1956 für die USA verließ, wo er sich bis 1960 zunächst in Boston und New York aufhielt. Nachdem er eine Stelle in der Verwaltung der Stanford University übernommen hatte, organisierte er die antikommunistische albanische Diaspora von Calaveras County aus. 1972 wurde er in den Ruhestand versetzt.